# Đá mạch

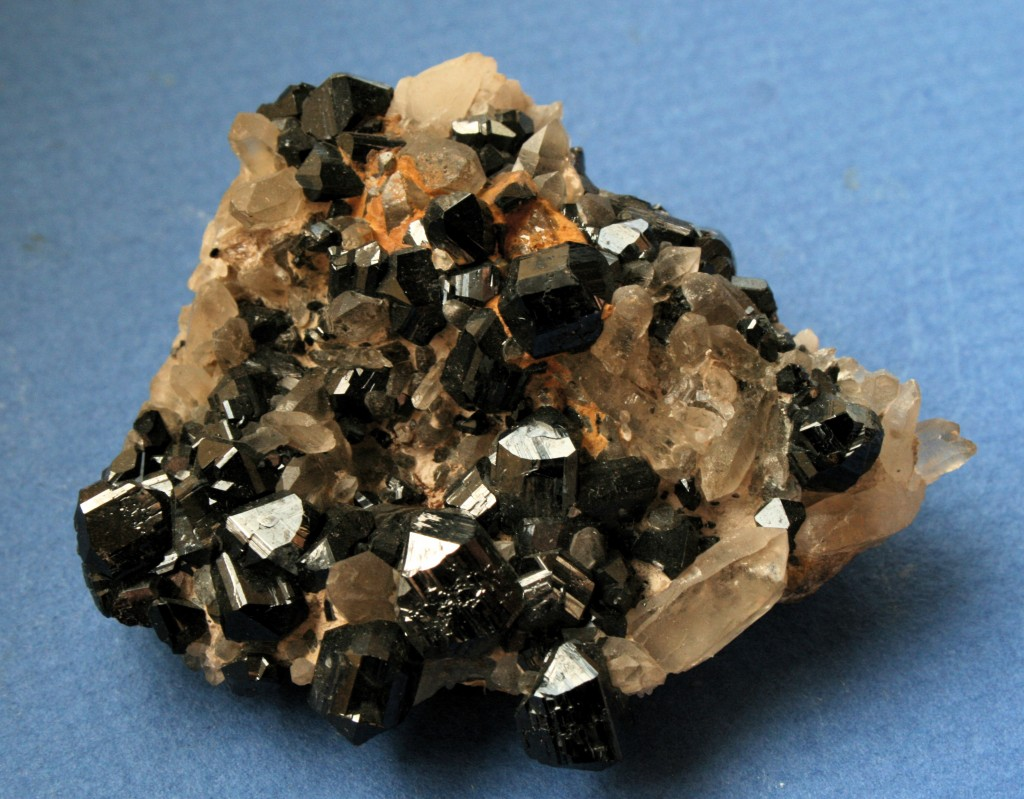
Các tinh thể cassiterit, một khoáng vật có giá trị thương mại, trong chất nền thạch anh - ở đây là một loại đá mạch.

Trong khai thác mỏ, đá mạch là vật liệu không có giá trị thương mại bao quanh hoặc trộn lẫn với khoáng vật mong muốn trong một khoáng sàng. Nó khác với đất đá phủ là đá phế thải hay vật liệu khác nằm phía trên một thân quặng được bóc và đổ đi trong quá trình khai thác mỏ mà không được chế biến. Nó cũng khác với quặng đuôi là đá còn lại sau khi tách bóc các khoáng vật có giá trị từ quặng khai thác được.
Sự bóc tách khoáng vật ra khỏi đá mạch được gọi là tuyển khoáng. Nó là một quy trình cần thiết và có ý nghĩa quan trọng trong khai thác mỏ. Nó có thể là một quy trình đơn giản hoặc phức tạp, phụ thuộc vào bản chất của khoáng vật được xử lý. Chẳng hạn, galena, một loại quặng chì, thường được tìm thấy như là các cục lớn lẫn trong đá mạch của nó, vì thế thường không đòi hỏi nhiều công đoạn của tuyển khoáng để lấy nó ra; nhưng cassiterit, loại quặng chủ yếu của thiếc, thông thường lại phân tán dưới dạng các tinh thể rất nhỏ pha trộn với đá mạch của nó, vì thế khi nó được khai thác từ đá cứng thì đá chứa quặng đầu tiên phải được nghiền rất mịn, và sau đó trải qua các công đoạn rất phức tạp, như tuyển trọng lực, tuyển nổi để tách quặng.
Đối với bất kỳ khoáng sàng cụ thể nào và tại bất kỳ thời điểm cụ thể nào, hàm lượng của các khoáng vật mong muốn khai thác trong đá mạch sẽ xác định việc khai thác khoáng sàng đó có khả thi về mặt thương mại hay không. Mức độ dễ hay khó tách quặng cũng đóng góp một phần quan trọng. Các doanh nghiệp khai thác thời kỳ đầu, với các phương pháp tuyển khoáng tương đối không phức tạp, thường không thể đạt được mức độ phân tách cao, vì vậy một lượng đáng kể khoáng sản có giá trị bị bỏ sót trong quặng đuôi và bị đổ ra các bãi thải của các mỏ. Khi giá trị của một loại khoáng sản tăng lên hoặc khi các phương thức tuyển khoáng mới và rẻ tiền hơn để xử lý quặng đuôi được đưa vào thì việc khai thác lại các bãi thải cũ như vậy có thể trở nên đáng giá nhằm thu lại các khoáng sản mà chúng đang chứa.

## Tái sử dụng
Các khoáng vật từng được coi là đá mạch và bị đổ bỏ, có thể sau này lại được sử dụng cho mục đích thương mại. Khi điều này xảy ra, các bãi thải cũ thường được khai thác lại để tách khoáng vật cần thiết. Ví dụ, trong các mỏ đồng vào thế kỷ 19, khoáng vật arsenopyrit đã bị đổ bỏ cho đến khi asen trở thành phổ biến như một loại thuốc trừ sâu vào cuối thế kỷ này.
Trong thế kỷ 21, việc sử dụng đá mạch đã từng được xem xét trên quan điểm môi trường. Ví dụ, vào năm 2002, khoảng 130 triệu tấn đá mạch được sản xuất mỗi năm từ khai thác than ở Trung Quốc. Khối lượng này, trộn với 60 triệu tấn bùn than cũng được sản xuất, có thể được sử dụng để phát điện; và đá mạch trong khai thác than có thể kết hợp với tro than để sản xuất vật liệu xây dựng. Chi phí ước tính của các dự án như thế này lên đến 4 tỷ nhân dân tệ, nhưng dự kiến sẽ tiết kiệm được hơn 4 triệu tấn than tiêu chuẩn mỗi năm.